# 30년대
- 30년대는 30년부터 39년까지를 가리킨다.